# Peckhamia
Peckhamia är ett släkte av spindlar. Peckhamia ingår i familjen hoppspindlar.
Kladogram enligt Catalogue of Life:
| Peckhamia | \| \| Peckhamia americana \| \| \| \| \| \| Peckhamia argentinensis \| \| \| \| \| \| Peckhamia picata \| \| \| \| \| \| Peckhamia prescotti \| \| \| \| \| \| Peckhamia scorpionia \| \| \| \| \| \| Peckhamia seminola \| \| \| \| \| \| Peckhamia variegata \| \| \| \| |
|           | \| \| Peckhamia americana \| \| \| \| \| \| Peckhamia argentinensis \| \| \| \| \| \| Peckhamia picata \| \| \| \| \| \| Peckhamia prescotti \| \| \| \| \| \| Peckhamia scorpionia \| \| \| \| \| \| Peckhamia seminola \| \| \| \| \| \| Peckhamia variegata \| \| \| \| |
|           | Peckhamia americana |
|           | |
|           | Peckhamia argentinensis |
|           | |
|           | Peckhamia picata |
|           | |
|           | Peckhamia prescotti |
|           | |
|           | Peckhamia scorpionia |
|           | |
|           | Peckhamia seminola |
|           | |
|           | Peckhamia variegata |
|           | |